# Lista de agraciados da Ordem da Águia Asteca

## Condecorados

### Colar
| Ano  | Condecorado                             | Título/Cargo                    | País                 |
| ---- | --------------------------------------- | ------------------------------- | -------------------- |
| 1945 | Dwight David Eisenhower                 | Presidente                      | Estados Unidos       |
| 1945 | Henry H. Arnold                         | General do Exército             | Estados Unidos       |
| 1954 | S.M.I. Haile Selassie I da Eitópia      | Imperador                       | Etiópia              |
| 1954 | Juscelino Kubitschek de Oliveira        | Presidente                      | Brasil               |
| 1954 | Rafael Leónidas Trujillo Molina         | Presidente                      | República Dominicana |
| 1963 | Josip Broz Tito                         | Presidente                      | Iugoslávia           |
| 1964 | S.A.R. o Duque de Edimburgo             | S.A.R. o Duque de Edimburgo     | Reino Unido          |
| 1964 | S.A.R. a Duquesa de Kent                |                                 | Reino Unido          |
| 1973 | S.M. a Rainha                           | S.M. a Rainha                   | Reino Unido          |
| 1975 | Mohammad Reza Pahlevi                   | Xá da Pérsia                    | Pérsia               |
| 1986 | S.M. o Rei de Espanha                   | S.M. o Rei de Espanha           | Espanha              |
| 1986 | S.M.I. o Imperador do Japão             | S.M.I. o Imperador do Japão     | Japão                |
| 1988 | Fidel Alejandro Castro Ruz              | Presidente                      | Cuba                 |
| 1996 | Alberto Kenya Fujimori Fujimori         | Presidente                      | Peru                 |
| 2004 | S.M. o Rei da Suécia                    | S.M. o Rei da Suécia            | Suécia               |
| 2005 | S.M. o Rei de Marrocos                  | S.M. o Rei de Marrocos          | Marrocos             |
| 2007 | Verónica Michelle Bachelet Jeria        | Presidente                      | Chile                |
| 2007 | Luiz Inácio Lula da Silva               | Presidente                      | Brasil               |
| 2008 | S.M. a Rainha da Dinamarca              | S.M. a Rainha da Dinamarca      | Dinamarca            |
| 2008 | Cristina Elisabet Fernández de Kirchner | Presidente                      | Argentina            |
| 2009 | S.M. a Rainha dos Países Baixos         | S.M. a Rainha dos Países Baixos | Países Baixos        |
| 2011 | Carlos Mauricio Funes Cartagena         | Presidente                      | El Salvador          |
| 2011 | Sebastián Piñera Echenique              | Presidente                      | Chile                |
| 2011 | Álvaro Colom Caballeros                 | Presidente                      | Guatemala            |
| 2011 | Juan Manuel Santos Calderón             | Presidente                      | Colômbia             |
| 2011 | Laura Chinchilla Miranda                | Presidente                      | Costa Rica           |
| 2011 | Dilma Vana Rousseff                     | Presidente                      | Brasil               |
| 2015 | Otto Pérez Molina                       | Presidente                      | Guatemala            |
| 2016 | Mauricio Macri                          | Presidente                      | Argentina            |
| 2019 | Pratibha Patil                          | Presidente                      | Índia                |

### Cruz
| Ano            | Condecorado                             | Título/Ocupação                         | País          |
| -------------- | --------------------------------------- | --------------------------------------- | ------------- |
| 1973           | Leopoldo Benites                        | Diplomata                               | Equador       |
| 1986           | S.M. o Rei da Noruega                   | S.M. o Rei da Noruega                   | Noruega       |
| Cruz com Faixa |                                         |                                         |               |
| 1959           | Nobusuke Kishi                          | Primeiro-ministro                       | Japão         |
| 1986           | S.M. a Rainha de Espanha                | S.M. a Rainha de Espanha                | Espanha       |
| 2008           | S.A.R. o Príncipe das Astúrias          | S.A.R. o Príncipe das Astúrias          | Espanha       |
| 2008           | S.A.R. o Príncipe Consorte de Dinamarca | S.A.R. o Príncipe Consorte de Dinamarca | Dinamarca     |
| 2008           | S.A.R. a Princesa das Astúrias          | S.A.R. a Princesa das Astúrias          | Espanha       |
| 2008           | José Luis Rodríguez Zapatero            | Presidente do Governo                   | Espanha       |
| 2008           | Sonsoles Espinosa Díaz                  | Primeira-dama                           | Espanha       |
| 2009           | S.A.R. o Príncipe de Orange             | S.A.R. o Príncipe de Orange             | Países Baixos |
| 2009           | S.A.R. a Princesa dos Países Baixos     | S.A.R. a Princesa dos Países Baixos     | Países Baixos |
| 2012           | Mariano Rajoy                           | Presidente do Governo                   | Espanha       |

### Faixa
| Ano  | Condecorado                 | Título/Ocupação                  | País            |
| ---- | --------------------------- | -------------------------------- | --------------- |
| 1944 | Alexandra Kollontai         | Comissária do Povo               | União Soviética |
| 1967 | Takeo Miki                  | Ministro das Relações Exteriores | Japão           |
| 1976 | Valentín Hernández Acosta   | Ministro da Energia              | Venezuela       |
| 2001 | José Manuel Terán Sittón    | Ministro da Saúde                | Panamá          |
| 2005 | Lisa Shoman                 | Ministra do Exterior             | Belize          |
| 2006 | Li Zhaoxing                 | Ministro das Relações Exteriores | China           |
| 2006 | Alfredo Arosemena Ferreyros | Embaixador                       | Peru            |
| 2007 | Giuseppe Bertello           | Núncio apostólico                | Santa Sé        |

### Insígnia
| Ano  | Condecorado            | Título/Ocupação                        | País           |
| ---- | ---------------------- | -------------------------------------- | -------------- |
| 2006 | Melinda Gates          | Empresária                             | Estados Unidos |
| 2006 | Franz Beckenbauer      | Futebolista                            | Alemanha       |
| 2006 | María Isabel Rodríguez | Reitora da Universidade de El Salvador | El Salvador    |
| 2006 | Fabienne Brad          | Escritora                              | França         |